# Números de Leonardo
Na matemática, os números de Leonardo são uma sequência (sucessão, em Portugal) definida como recursiva pela fórmula
{\displaystyle L(n):={\begin{cases}1&{\mbox{se }}n=0;\\1&{\mbox{se }}n=1;\\L(n-1)+L(n-2)+1&{\mbox{se }}n>1.\\\end{cases}}}
Edsger W. Dijkstra usou-os como parte integrante de seu algoritmo de ordenação smoothsort, e também os analisou em detalhe.
Eles estão relacionados com os números de Fibonacci pela relação {\displaystyle L(n)=2*F(n+1)-1,n\geq 0}.
Dando a fórmula de Binet-like:
{\displaystyle L(n)=2*\left({\frac {\Phi ^{(n+1)}-\phi ^{(n+1)}}{\Phi -\phi }}\right)-1=\left({\frac {2}{\sqrt {5}}}\right)*(\Phi ^{(n+1)}-\phi ^{(n+1)})-1}
onde {\displaystyle \Phi =(1+{\sqrt {5}})/2} e {\displaystyle \phi =(1-{\sqrt {5}})/2} são as raízes de {\displaystyle x^{2}-x-1=0\,}.
Os números iniciais da série de Leonardo são
{\displaystyle 1,\;1,\;3,\;5,\;9,\;15,\;25,\;41,\;67,\;109,\;177,\;287,\;465,\;753,\;1219,\;1973,\;3193,\;5167,\;8361,\ldots }